# Château de Mornex
Le château de Mornex (également Mornay) est un ancien château, probablement construit vers le XIIe siècle, situé sur le territoire de la commune de Monnetier-Mornex, dans le département de la Haute-Savoie, en région Auvergne-Rhône-Alpes. Entre les XIVe et XVe siècles, il était le siège d'une châtellenie.

## Localisation
Le château de Mornex est installé sur le hameau de Mornex, dans la commune de Monnetier-Mornex. Il est ainsi situé dans la partie septentrionale du Salève, plus précisément sur le versant sud-est du Petit Salève, sur les contreforts du mont Gosse, à une altitude de 628 mètres. 
Installé sur la rive gauche de l'Arve, il contrôle la route nord du comté de Genève menant vers La Roche. Il faisait face au château de Monthoux, situé sur l'autre rive, et dépendant des sires de Faucigny.

## Historique
La première mention du château remonte au 5 décembre 1289 lors de sa vente par le seigneur de Gex, Guillaume, au comte de Genève ,Amédée II, pour le prix de 25 000 sols de Genève,.
Le château est mentionné dans une transaction au sujet des droits réciproques entre le comte de Genève, Amédée II, et le prieur de Saint-Victor, Guillaume, en juin 1302.
En octobre 1304, une signature de convention se déroule au château, entre Amédée II, comte de Genevois, et Hugues, seigneur de Faucigny, fils du Dauphin de Viennois, Humbert Ier, à propos de la construction de château de Gaillard,,. Ce même comte désigne son fils Guillaume comme son successeur et précise que ces autres fils, Amédée et Hugues, hériteront des châteaux « Varey, Mornex, Rumilly-sous-Cornillon, et Cornillon, pour le vidomnat des Bornes, pour les droits sur le marché de La Roche, et pour les terres et rentes qu'il possède en Vaud, le tout sous la condition qu'ils ne pourront aliéner ces châteaux et droits qu'en faveur des héritiers du comte »,.
La famille de Compey, bien que se qualifiant de « seigneurs de Mornex et Monnetier » et possédant quelques terres dans la châtellenie, ne semble pas posséder le château.
En 1401, le comté de Genève est acheté par le comte Amédée VIII de Savoie. Mornex et son mandement ne font pas partie des biens acquis par le comte de Savoie. Ils reviennent aux héritiers de la maison de Genève. Mathilde de Savoie hérite en 1409 des droits de sa tante, Blanche de Genève, faisant d'elle la dernière héritière de cette maison. Le comte de Savoie opère pour récupérer les derniers droits de cette famille et propose leur rachat,,. Le tuteur de Mathilde, alors mineure et orpheline, son oncle Louis de Savoie-Achaïe, accepte le rachat. Le contrat entre l'héritière et le duc est signé le 11 janvier 1417,,.
Le château semble détruit entre 1589-1590, lors de l'invasion bernoise du nord du duché de Savoie.
Le château passe dans la famille de famille de Genève-Lullin, à la suite de son achat par la fille de François-Prosper de Lullin à Claude de Marolles, le 13 mars 1598. Cette branche de la maison de Genève en reste propriétaire jusqu'en 1675. Dans son testament du 6 octobre 1675, la dernière héritière des Genève-Lullin, Marie, lègue l'ensemble de ses droits et possessions, notamment les châteaux du Crédoz, de La Roche, de Monnetier et de Mornex, à la duchesse de Savoie, Christine de France,,. Ces fiefs sont par la suite inféodés et érigés en marquisat, par le duc Victor-Amédée II, le 21 février 1682, au président Thomas Granery (Acte du 10 mars 1682), comte de Mercenasque, ministre et surintendant général des finances de Savoie,,.
La famille de Graneri a fait construire une maison sur le domaine, qu'elle semble posséder encore en 1792, à la veille de l'invasion du duché de Savoie par les troupes révolutionnaires françaises. Il passe ensuite en 1794 au chirurgien Corrajod, puis à Henri-A. Gosse en 1802.

## Description
Selon l'archéologue suisse, Louis Blondel, on peut encore observer les traces de l'ancienne enceinte, avec au nord un fossé, empêchant l'approche du promontoire sur lequel était édifié le château. Dans la partie sud, on peut également voir le dessin « de murs formant une braie ou barbacane », associé à un fossé. Côté Petit-Salève, il n'y a pas de fossé, les pentes jouant le rôle de défense naturelle.
L'observation générale permet de donner le plan suivant : « un quadrilatère irrégulier de 85 mètres environ de longueur sur une largeur moyenne de 36 à 40 mètres ».

## Châtellenie de Mornex

### Organisation
Le château d’Arlod est le siège d'une châtellenie, dit aussi mandement (mandamentum),. Il s’agit plus particulièrement d’une châtellenie comtale, relevant directement du comte de Genève.
Le mandement de Mornex comprend les « sauteries du Sappey, de Mornex proprement dit, et de Mossier ».
| Commune | Nom               | Type     | Date (attestation) |
| ------- | ----------------- | -------- | ------------------ |
| Mornex  | Château de Mornex | château  | 1289 (attesté)     |
| Mornex  | Le Châtelard      | châtelet | (indice)           |

Au XVIIe siècle, les armes du mandement de Mornex se blasonnaient ainsi : croix de saint André d’or en champ d’azur.

### Châtelains
Dans le comté de Genève, le châtelain, nommé par le comte, possède de nombreux pouvoirs,. Avec l’intégration au comté de Savoie, à partir de 1401, celui-ci devient un « [officier], nommé pour une durée définie, révocable et amovible »,. Il est chargé de la gestion de la châtellenie ou mandement, il perçoit les revenus fiscaux du domaine, et il s'occupe de l'entretien du château.  Le châtelain est parfois aidé par un receveur des comptes, qui rédige « au net [...] le rapport annuellement rendu par le châtelain ou son lieutenant ».

### Fonds d'archives
- Série : Comptes des châtellenies (1339-1515). Fonds : Comptes des châtellenies, des subsides, des revenus et des judicatures; Cote : SA SA 11851-11901. Chambéry : Archives départementales de la Savoie (présentation en ligne).
- Série : SA (XIIIe siècle-XVIe siècle). Fonds : Inventaire-Index des comptes de châtellenie et de subsides. Chambéry : Archives départementales de la Savoie (lire en ligne).p. 434-439, « Mornex »